# Chloroclystis lucinda
Chloroclystis lucinda là một loài bướm đêm trong họ Geometridae.